# Weißensee (lago)
Il Weißensee è un lago della Carinzia, in Austria.

## Descrizione
Si trova a nord di Hermagor, ed ha una forma allungata con 11,6 km di lunghezza ed una larghezza massima di 900 m.
Si tratta di un lago di origine glaciale, orientato in direzione est-ovest e affiancato sui lati nord e sud da montagne.
Ha un'altitudine di 930 m s.l.m.
La sua particolare posizione e la profondità relativamente bassa, fanno sì che durante l'inverno il lago si congeli in superficie. Lo spessore del ghiaccio fino a 40 cm rende possibile la pratica del pattinaggio (questo lago è la più vasta pista naturale europea), del curling e del golf invernale.
Il villaggio principale è Techendorf, in corrispondenza del ponte che unisce la sponda sud e la sponda nord del lago.
Nelle vicinanze dell'estremità meridionale del lago si trova il lago di Farchten, di suprema bellezza e dalle coste non edificate.

## Curiosità
I Neu!, gruppo musicale tedesco, hanno intitolato un loro brano col nome del lago.